# Neohelota miwai
Neohelota miwai is een keversoort uit de familie Helotidae. De wetenschappelijke naam van de soort is voor het eerst geldig gepubliceerd in 1931 door Ohta.